# شهرستان مدیسون (کنتاکی)
شهرستان مدیسون، کنتاکی (به انگلیسی: Madison County, Kentucky) یک سکونتگاه مسکونی در ایالات متحده آمریکا است که در کنتاکی واقع شده‌است.